# بوب ويلكينز
بوب ويلكينز (بالإنجليزية: Bob Wilkins)‏ هو مقدم تلفزيوني أمريكي، ولد في 11 أبريل 1932 في هاموند في الولايات المتحدة، وتوفي في 7 يناير 2009 في رينو في الولايات المتحدة بسبب مرض آلزهايمر.

## وصلات خارجية
- بوب ويلكينز على موقع IMDb (الإنجليزية)
- بوب ويلكينز على موقع قاعدة بيانات الفيلم (الإنجليزية)
- بوب ويلكينز على موقع كينوبويسك (الروسية)